# Mel·lífer de Tristram
El mel·lífer de Tristram (Myzomela tristrami) és un ocell de la família dels melifàgids (Meliphagidae).

## Hàbitat i distribució
Habita els boscos de les illes de Makira i Santa Ana, a les Salomó meridionals